# Guarany SC
Der Guarany Sporting Club, auch unter dem Namen Guarany de Sobral oder Guarany bekannt, ist ein Fußballverein aus Sobral im brasilianischen Bundesstaat Ceará.
Aktuell spielt der Verein in der vierten brasilianischen Liga, der Série D.

## Erfolge
- Série D: 2010
- Staatsmeisterschaft von Ceará – 2nd Division: 1966, 1967, 1999

## Stadion

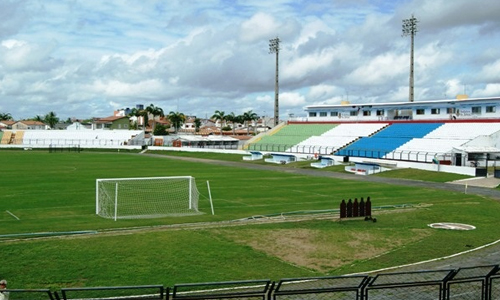
Estádio Municipal Plácido Aderaldo Castelo

Der Verein trägt seine Heimspiele im Estádio Municipal Plácido Aderaldo Castelo in Sobral aus. Das Stadion hat ein Fassungsvermögen von 25.000 Personen.

## Trainerchronik
Stand: 27. Juni 2021
| Trainer           | Nation    | von              | bis               |
| ----------------- | --------- | ---------------- | ----------------- |
| Júnior Cearense   | Brasilien | 17. Juli 2014    | 8. November 2015  |
| Maurilio          | Brasilien | 13. Oktober 2020 | 29. Dezember 2020 |
| Vladimir de Jesus | Brasilien | 28. Februar 2021 | heute             |